# Abdessamad Oukhelfen
Abdessamad Oukhelfen Ben Haddou (Ksar Iminouzrou, Marruecos, 18 de diciembre de 1998) es un atleta español especializado en carreras de larga distancia. Ganó una medalla de bronce en el Campeonato Europeo de Atletismo Sub-23 de 2019, en la prueba de 5 000 m.
En enero de 2024 batió el récord de España de 10 km en ruta, en una carrera disputada en Valencia, con una marca de 27:44.

## Competiciones internacionales
| Representando a España | Representando a España      | Representando a España | Representando a España | Representando a España | Representando a España |
| Año                    | Competición                 | Sede                   | Puesto                 | Prueba                 | Marca                  |
| ---------------------- | --------------------------- | ---------------------- | ---------------------- | ---------------------- | ---------------------- |
| 2019                   | Campeonato de Europa Sub-23 | Gävle (Suecia)         | Medalla de bronce      | 5000 m                 | 14:17.23               |
| 2019                   | Campeonato de Europa Sub-23 | Gävle (Suecia)         | 5.º                    | 10 000 m               | 28:54.19               |
| 2022                   | Campeonato de Europa        | Múnich (Alemania)      | 12.º                   | 5000 m                 | 13:33.63               |
| 2024                   | Campeonato de Europa        | Roma (Italia)          | 8.º                    | 10 000 m               | 28:10.97               |
| 2024                   | Juegos Olímpicos            | París (Francia)        | 23.º                   | 10 000 m               | 28:21.90               |